# Крошиловское
Крошиловское — деревня в Тонкинском районе Нижегородской области. Входит в сельское поселение Пакалевский сельсовет.

## География
Находится у речки Ашуя на расстоянии примерно 25 километров по прямой на юго-запад от районного центра поселка Тонкино.

## История
В деревне в 1870 году учтено дворов 21 и жителей 141, в 1916 году учтено дворов 67 и жителей 316. В период коллективизации здесь был создан колхоз им. Орджоникидзе. 

## Население
Постоянное население  составляло 21 человек (русские 100%) в 2002 году, 17 в 2010 .